# Höga-Produkter
Höga-Produkter AB, också kallat HR Boat Sweden, är ett svenskt båtvarv i Laxå, som tillverkar roddbåtar, styrpulpetbåtar och mindre kabinbåtar i glasfiberarmerad plast, bland annat under varumärket "Höga Rodd".